# إيفوسا إيغواكون
إيفوسا إيغواكون (بالإنجليزية: Effosa Eguakon)‏ (1 نوفمبر 1986) لاعب كرة قدم نيجيري من دون عقد حاليا ويجيد اللعب في مركز الجناح الأيمن كما يجيد اللعب في مركزي الوسط المهاجم والمهاجم.

## العقد المالي
وكيل أعمال اللاعب هو الكويتي عبد الله العنزي.

## الإنجازات

### دولفينز
- كأس الاتحاد النيجيري (2): 2006، 2007

### المريخ
- كأس السودان (1): 2007